# XIII dinastia egizia
La XIII dinastia egizia, seguendo la cronologia di Manetone che si limita a dire 60 re di Diospoli che regnarono per 453 anni, è la prima del periodo storico denominato Secondo periodo intermedio dell'Egitto che fu caratterizzato dalla frantumazione del potere centrale con il sorgere di dinastie locali che regnarono contemporaneamente (a tale situazione potrebbe essere dovuto il lungo periodo che Manetone, erroneamente, attribuisce alla dinastia).
La XIII dinastia copre un arco di tempo tra il 1793 a.C. ed il 1645 a.C.

## Lista dei sovrani secondo il Canone Reale
La seguente lista è basata principalmente sul Canone Reale, conservato presso il Museo Egizio di Torino nella ricostruzione fattane da Alan Gardiner.
Sono altresì stati elencati al termine della lista, tutti quei nomi la cui esistenza è attestata da altre fonti o da reperti archeologici e non è stato possibile correlarli al Canone Reale
Alcuni studiosi hanno proposto sequenze diverse per la successione dei sovrani basate, spesso, sull'accorpamento di alcuni nomi della lista di epoca ramesside.
Tutte le date sono da considerarsi indicative ed affette da un errore di almeno ± 50 anni. Oltre a questo si tenga presente l'estrema complessità del periodo in questione e la scarsezza di informazioni come possibili fonti di ulteriori errori.
| Nome Horo     | Prenomen             | Canone Reale                      | Altri nomi          | periodo di regno                 |
| ------------- | -------------------- | --------------------------------- | ------------------- | -------------------------------- |
| Sekhem-netjer | Khutawira            | (6.5) [...ra                      | Ugaf                | 1783 a.C. - 1779 a.C.            |
| Mehibtawy     | Sekhemkara           | (6.6)...ra                        | Amenemhat-senebef   | 1779 a.C. - ?                    |
| Sankhtawy     | Sekhemkara           | (6.7) ...menemhe - ...ra          | Amenemhat V         | tra il 1780 a.C. ed il 1770 a.C. |
|               |                      | (6.8) Sehetepibra                 |                     | tra il 1770 a.C. ed il 1760 a.C. |
|               |                      | (6.9) Iufeni                      |                     | tra il 1770 a.C. ed il 1750 a.C. |
| Sehertawy     | Sankhibra            | (6.10) Sankhibra                  | Amenemhat VI        | tra il 1760 a.C. ed il 1750 a.C. |
|               |                      | (6.11) Semenkara                  |                     | tra il 1760 a.C. ed il 1750 a.C. |
|               | Hetepibra            | (6.12) Sehetepibra                |                     | tra il 1760 a.C. ed il 1750 a.C. |
|               |                      | (6.13) Suadjkara                  |                     | tra il 1760 a.C. ed il 1740 a.C. |
|               |                      | (6.14) Nedjemibra                 |                     | tra il 1760 a.C. ed il 1740 a.C. |
| Smatawy       | Kha-ankh-ra          | (6.15) sobek - ra - hotep         | Sobekhotep I        | tra il 1760 a.C. ed il 1740 a.C. |
|               |                      | (6.16) Renseneb                   |                     | tra il 1760 a.C. ed il 1740 a.C. |
| Hotepibtawy   | Auibra               | (6.17)Autibra                     | Hor I               | tra il 1760 a.C. ed il 1740 a.C. |
| Heriteptawy   | Sedjefakara          | (6.18) Sedjefakara                | Amenemhat VII       | tra il 1760 a.C. ed il 1740 a.C. |
| Menekh[..]    | Sekhemra-Khutawy     | (6.19) Sekhemra-Kutawy-Sobekhotep | Sobekhotep II       | tra il 1760 a.C. ed il 1740 a.C. |
| Djedekheperu  | Userkara-Nimaatra(?) | (6.20)User...ra ...djer           |                     | tra il 1760 a.C. ed il 1740 a.C. |
|               | Semenkhkara          | (6.21)...kara-Imira Mesha         |                     | tra il 1760 a.C. ed il 1740 a.C. |
|               | Sehetepkara          | (6.22) ...ka... Antef             | Antef IV            | tra il 1760 a.C. ed il 1740 a.C. |
|               |                      | (6.23) ...ib-Seth                 |                     | tra il 1760 a.C. ed il 1740 a.C. |
| Khutawy       | Sekhemra-Sewaditawy  | (6.24) Sekhemkara ... Sebekhotep  | Sobekhotep III      | intorno al 1740 a.C.             |
| Djeregtawy    | Khasekhemra          | (6.25) Khasekhemra-Neferhotep     | Neferhotep I        | 1740 a.C. - 1730 a.C.            |
|               |                      | (6.26)Sahathor                    |                     | intorno 1730 a.C.                |
| Ankh-ib-tawy  | Neferkare            | (6.27) Khaneferra-Sebekhotep      | Sobekhotep IV       | 1730 a.C. - 1720 a.C.            |
|               |                      | (7.1) Khahotepra                  | Sobekhotep V        | 1720 a.C. - 1715 a.C.            |
|               | Wahibra              | (7.2)Wahibra - Ia - Ib            |                     | 1715 a.C. - 1705 a.C.            |
|               | Merneferra           | (7.3) [Mernefer]ra                |                     | 1705 a.C. - 1682 a.C.            |
|               | Merhotepra           | (7.4)                             | Ini I/Sobekhotep VI | intorno 1680 a.C.                |
|               |                      | (7.5) Seankhenra Seuadjtu         |                     | tra il 1680 a.C. ed il 1670 a.C. |
|               | Mersekhemra          | (7.6) Mer...ra                    | Neferhotep II       | tra il 1680 a.C. ed il 1670 a.C. |
|               | Suadjkara            | (7.7) [Suadjka]ra Hori            | Hor II              | tra il 1670 a.C. ed il 1660 a.C. |
|               | Merkaura             | (7.8) Merika... Sobek...          | Sobekhotep VII      | tra il 1670 a.C. ed il 1660 a.C. |
|               |                      | illeggibile (nº7.9)               |                     |                                  |
|               |                      | perso (nº7.10)                    |                     |                                  |
|               |                      | illeggibile (nº7.11)              |                     |                                  |
|               |                      | illeggibile (nº7.12)              |                     |                                  |
| Uadjekha      | Djedhotepra          | (7.13) ...mes                     | Dedumose I          | tra il 1660 a.C. ed il 1630 a.C. |
|               |                      | (7.14) ...-maat-ra Ibi            | Ibi II              | tra il 1660a.C. ed il 1630 a.C.  |
|               |                      | (7.15)...-ueben-ra, Hor           | Hor III             | tra il 1660 a.C. ed il 1630 a.C. |
|               |                      | (7.16) Se..kara                   |                     | tra il 1660 a.C. ed il 1630 a.C. |
|               | Sawahenra            | (7.17)...enra                     |                     | tra il 1660 a.C. ed il 1630 a.C. |
|               |                      | (7.18)...ra                       |                     |                                  |
|               |                      | illeggibile (nº7.19)              |                     |                                  |
|               | Sekhaenra (?)        | (7.20) ...-en-...                 |                     | tra il 1660 a.C. ed il 1630 a.C. |
|               |                      | (7.21) ...-ra                     |                     |                                  |
|               | Merkheperra          | (7.22) Merkheperra                |                     | tra il 1660 a.C. ed il 1630 a.C. |
|               |                      | (7.23) Merkara                    |                     | tra il 1660 a.C. ed il 1630 a.C. |

## Altri sovrani
Oltre a quelli riportati nella precedente lista esiste un certo numero di sovrani conosciuti solamente da reperti archeologici i cui nomi non sono collegabili, o inseribili, all'interno della sequenza definita dal Canone Reale. È probabile che molti dei nomi della seguente tabella appartengano a sovrani i cui cartigli si trovavano nelle parti illeggibili, o del tutto perse, della colonna 7 del Canone Reale.

L'attribuzione di molti di questi nomi alla XIII dinastia invece che alla XVII, che ne costituisce il successore (almeno per l'Alto Egitto), è dovuta a valutazioni stilistiche e stratigrafiche e pertanto, almeno in alcuni casi, rimane incerta ed opinabile.
| Nome                 | Altri nomi      |
| -------------------- | --------------- |
| Khaibau              |                 |
| Ameny Qemau          |                 |
| Sekhemra Uadjkhau    | Sobekemsaf I    |
| Seneferibra          | Sesostri IV     |
| Uadjkhau             | Neferhotep III  |
| Merankhra Montuhotep | Mentuhotep V    |
| Seuadjra Montuhotep  | Mentuhotep VI   |
| Nerkara              |                 |
| Usermontu            |                 |
| Sekhemra Seusertaui  | Sobekhotep VIII |
| Maara Sobekhotep     | Sobekhotep IX   |
| Mershepsesra         | Ini II          |
| Swadjtawy            |                 |
| Sekhemra Neferkhau   |                 |
| Sebekai              |                 |
| Merut                |                 |
| Sehekaenra Sankhptah | Sankhptah       |
| Abay                 |                 |
| Djedankhara          | Montuemsaf      |
| Sakara               |                 |

## XIII dinastia secondo Jürgen von Beckerath
XIII dinastia secondo l'egittologo Jürgen von Beckerath
| von Beckerath ()               | Sovrano corrispondente secondo il Canone Reale |
| ------------------------------ | ---------------------------------------------- |
| Wegaf Kutawyre                 | (6.5)...ra                                     |
| Amenemhat-Sonbef Shekemkare    | (6.6)...ra                                     |
| Shekemre Kutawy                | fine (6.6) -sei anni vuoti                     |
| Shekemkare Amenemhat           | (6.7)..menemhat                                |
| Sehetepibre                    | (6.8) Sehetepibra                              |
| Jewefni                        | (6.9) Iufeni                                   |
| (6.10) Sankhibra               |                                                |
| Nebnun Semkare                 | (6.11) Semenkara                               |
| Siharnedjheritef Hotepibre     | (6.12) Sehetepibra                             |
| Sewadjkare                     | (6.13) Sewadjkara                              |
| Nedjemibre                     | (6.14) Nedjemibra                              |
| Ibi                            |                                                |
| Ameny Kemau                    |                                                |
| Khuioqre                       |                                                |
| Sobkhotep Kahaankre            | (6.15) Sobek...pra                             |
| Ranisonb                       | (6.16) Ren...neb                               |
| Hor Awibre                     | (6.17) Awetibra                                |
| Amenhemet Sedjafakare          | (6.18) Sedjef...kara                           |
| Sobkhotep Sekhemre Khutawy     | (6.19) Sekhemra Khutawy Sobekhotep             |
| Imyremeshaw Semenkhkare        | (6.21) ...kara                                 |
| Intef Sehetepkare              | (6.22) Initef                                  |
| Nerikare                       |                                                |
| Hotepkare                      |                                                |
| Seth Merybre                   |                                                |
| Eoqen                          | (6.23)...ib Seth                               |
| Sobkhotep Sekhenre Sewadjtawy  | (6.24) Shekemkara ...Sobekhotep                |
| Neferhotep Khasekhemre         | (6.25) Kha...sekhemra Neferhotep               |
| Sihator Menwadjre              | (6.26) Sahator                                 |
| Sobkhotep Khaneferre           | (6.27) Kha...neferra Sobekhotep                |
| Sobkhotep Khahotepre           | (7.1) Khaihotepra                              |
| Ibiaw Wahibre                  | (7.2) Wahibra Iaib                             |
| Aya Merneferre                 | (7.3) Merneferra                               |
| Sobkhotep Ini(?) Merhotepre    | (7.4) Merhotepra                               |
| Sewadjtew Seankhenre           | (7.5) Se... ...ra                              |
| Hori Sewadjkare                | (7.7) Sewadjkara Hori                          |
| Sobkhotep Merkawre             | (7.8) Mer...ka Sobek...                        |
| quattro nomi persi             | (7.9),(7.10,(7.11), (7.12)                     |
| Senusret Seneferibre           |                                                |
| Monthotep Merankhre            |                                                |
| Monthemsaf Djedankhre          |                                                |
| Dedumose I                     | (7.13) ...mes                                  |
| Dedumose II                    |                                                |
| ...maatre Ibi                  | (7.14)...maatra                                |
| ...webenre                     | (7.15) ...webenra                              |
| Se...kare                      | (7.16) ...kara                                 |
| Sonbmjiew Sewaenre             | (7.17) ...enra                                 |
| due nomi persi                 | (7.18), (7.19)                                 |
| Sobkhotep Sekhemra Sewosertawy |                                                |
| Sakhaenre                      | (7.20) ...en...                                |
| Mer...re                       | (7.21) ...ra                                   |
| Mershepsesre Ini               |                                                |
| Merkheperre                    | (7.22)Merkheperra                              |
| Merkare                        | (7.23) Merkare                                 |
| Wosermonth                     |                                                |
| tre nomi persi                 |                                                |
| Snaaib Menkhewtawy             |                                                |
| Wepwawemsaf Sekhemreneferkhaw  |                                                |

## XIII dinastia secondo Kim Ryholt
XIII dinastia secondo l'egittologo Kim Ryholt
| Ryholt, 1997 ()                 | Sovrano corrispondente nel Canone Reale |  |
| ------------------------------- | --------------------------------------- |  |
| Sobkhotep Sekhemre Kutawy       | (6.19) Sekhemra Kutawy Sobekhotep       |  |
| Sonbef Sekhemkare               | (6.6) ...ra                             |  |
| Nerikare                        |                                         |  |
| Amenemhet Sekhemkare            | (6.7) ...menemhet ...ra                 |  |
| Qemaw                           |                                         |  |
| Siharnedjheritef Hotepibre      | (6.12) Sehetepibra                      |  |
| Iufni                           | (6.9) Iufeni                            |  |
| Amenemhet Seankhibre            | (6.10) Sankhibra                        |  |
| Sehotepibre                     |                                         |  |
| Nebnun Semekare                 | (6.11) semenkara                        |  |
| Sewadjkare                      | (6.13) Sewadjkara                       |  |
| Nedjemibre                      | (6.14) Nedjemibra                       |  |
| Sobkhotep Khaankhre             | (6.15) Sobek...pra                      |  |
| Ranisob                         | (6.16) Ren...neb                        |  |
| Hor Awibre                      | (6.17) Awetibra                         |  |
| Shekemre Khutawy                |                                         |  |
| ...kare                         |                                         |  |
| Seb                             |                                         |  |
| Kay                             |                                         |  |
| Amenhemhet Sedjefakare          | (6.18) Sedjefakara                      |  |
| Wegaf Khutawyre                 | (6.5) ...ra                             |  |
| Khendjer Woserkare              | (6.20) User...ra ...djer                |  |
| Imyremeshaw Semenkhkare         | (6.21) ...kara                          |  |
| Intef Sehotepkare               | (6.22) Initef                           |  |
| Seth Merybre                    | (6.23) ...ib Seth                       |  |
| Sobkhotep Sekhemre Sewaditawy   | (6.24) Sekhemra...Sobekhotep            |  |
| Neferhotep Khasekhemre          | (6.25) Kha...sekhenra Neferhotep        |  |
| Sihator Menwadjre               | (6.26) Sahator                          |  |
| Sobkhotep Khaneferre            | (6.27) Kha...neferra Sobekhotep         |  |
| Sobkhotep Merhotepre            | (7.4) Merhotepra                        |  |
| Sobkhotep Khahotepre            | (7.1) Khaitepra                         |  |
| Ibiaw Wahibre                   | (7.2) Whaibra Iaib                      |  |
| Aya Merneferre                  | (7.3) Merneferra                        |  |
| Ini Merhotepre                  | (7.4) Merhotepra                        |  |
| Sewadjtew Sankhemre             | (7.5) Se...ra                           |  |
| Ined Mersekhemre                | (7.6) Mersekhemra                       |  |
| Hori Sewadjkare                 | (7.7)Sewadjkara Hori                    |  |
| Sobkhotep Merkawre              | (7.8) Mer...ka... Sobek...              |  |
| numerosi nomi persi             | (7.9), (7.10), (7.11), (7.12)           |  |
| Mer...re                        |                                         |  |
| Menkheperre                     | (7.22) Menkheperra                      |  |
| Merkare                         | (7.23) Merkara                          |  |
| Monthotep Sewedjare             |                                         |  |
| ...mosre                        |                                         |  |
| Ibi Maatre                      | (7.14) ...maatra                        |  |
| Hor Webenra                     | (7.15) ...webenra                       |  |
| Se...kare                       | (7.16) ...kara                          |  |
| Sankhptahi Seheqenre            |                                         |  |
| ...ra                           | (7.18)/(7.21)                           |  |
| Se...enre                       | (7.17)/(7.20)                           |  |
| Sovrani con collocazione dubbia |                                         |  |
| Ini Mershepsesre                |                                         |  |
| Neferhotep Mersekhemre          |                                         |  |
| Sonbmijew Sewahenre             |                                         |  |
| Sekhaenra s...                  |                                         |  |